# Клейне-Ліндт
Клейне-Ліндт (нід. Kleine-Lindt) — селище в нідерландській провінції Південна Голландія. Входить до муніципалітету Звейндрехт.
Між 1817 і 1857 роками мало статус окремого муніципалітету, після чого було приєднане до сусіднього Гер'янсдама.